# Zen Bamboo
Zen Bamboo était un groupe de rock francophone québécois formé en 2014, et séparé en août 2020. Il était composé de Simon Larose à la guitare et au chant, Léo LeBlanc à la guitare, Charles-Antoine Olivier à la batterie et Xavier Touikan à la basse. 
En août 2020, Léo LeBlanc, Xavier Touikan et Charles-Antoine Olivier annoncent, sur la page Facebook du groupe, leur départ officiel, expliqué par une grande bisbille au sein de la formation.

## Biographie
Ils ont quatre EP et un album à leur actif, tous produits par la maison de disque québécoise Simone Records.  
Ils ont participé à de nombreux festivals québécois tels que le Festival OFF, les Francofolies de Montréal , Festival vue sur la relève , Coup de cœur Francophone, M pour Montréal , Festival Santa Teresa,, Festival en chanson de petite Vallée, Festival Diapason  et POP Montréal. 
Ils ont été nommés en 2017 au GAMIQ dans la catégorie « Révélation de l'année » et en 2018 dans la catégorie « EP rock de l'année » .

## Discographie